# Bost (Belgique)
Pour les articles homonymes, voir Bost.
Bost est une section de la ville belge de Tirlemont située en Région flamande dans la province du Brabant flamand. C'était une commune à part entière avant la fusion des communes de 1970.

## Démographie

### Évolution démographique
- Sources : INS, Rem. : 1831 jusqu'en 1970 = recensements, 1976 = nombre d'habitants au 31 décembre[2].
- 1890: Scission de Hoegaarden en 1882